# Pachyphytum longifolium
Pachyphytum longifolium är en fetbladsväxtart som beskrevs av Joseph Nelson Rose. Pachyphytum longifolium ingår i släktet Pachyphytum och familjen fetbladsväxter. Inga underarter finns listade i Catalogue of Life.

## Bildgalleri

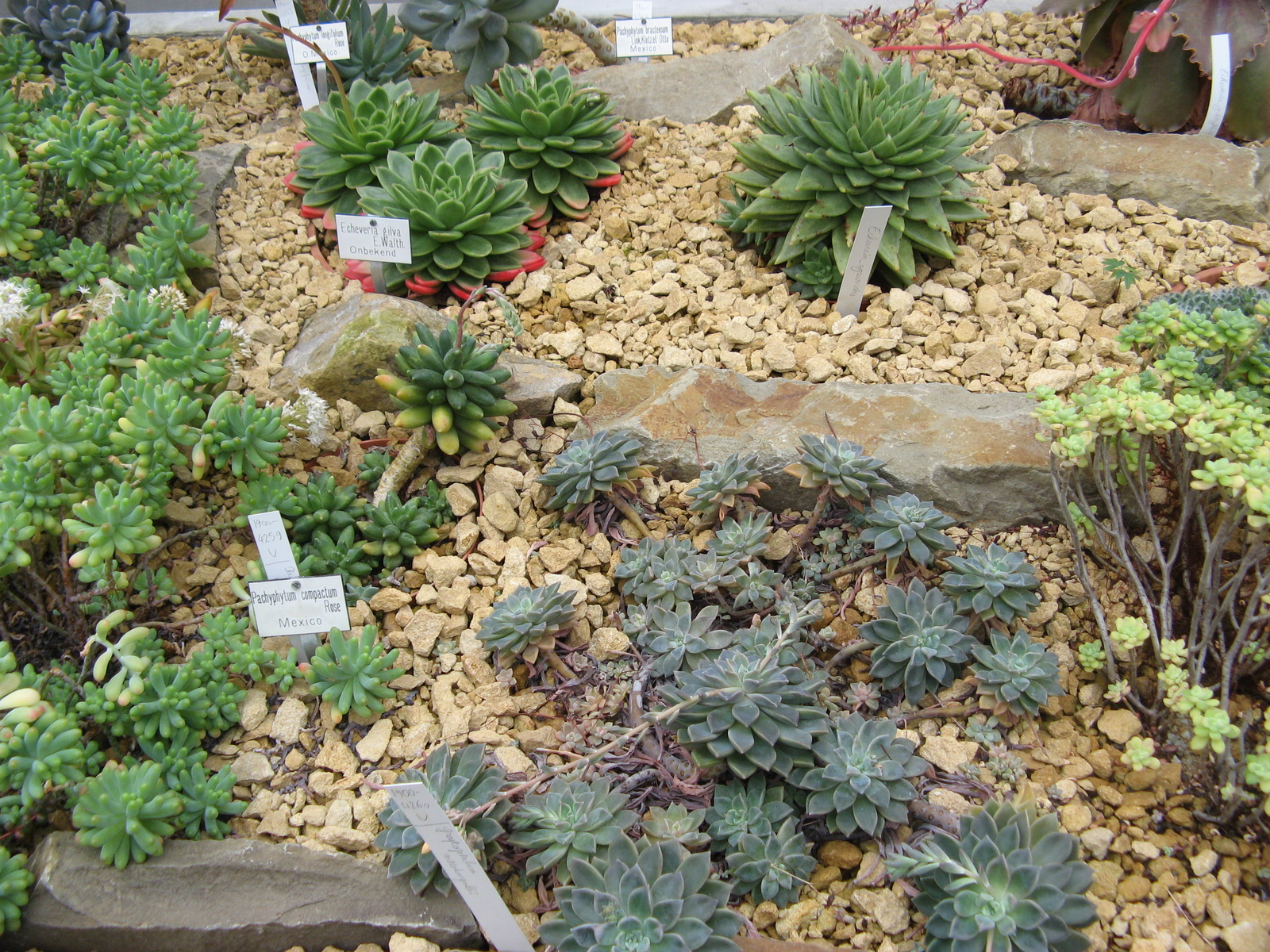
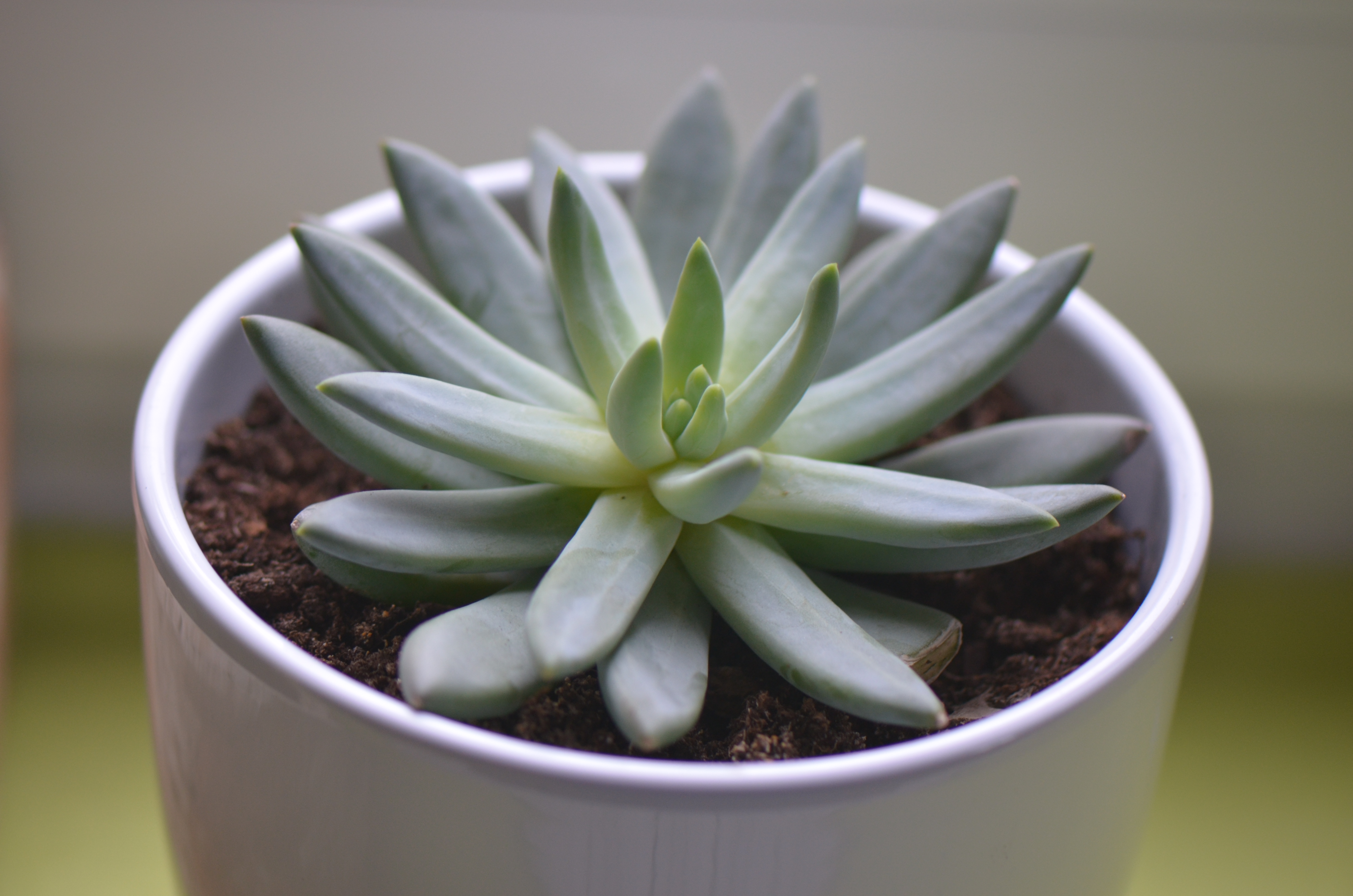
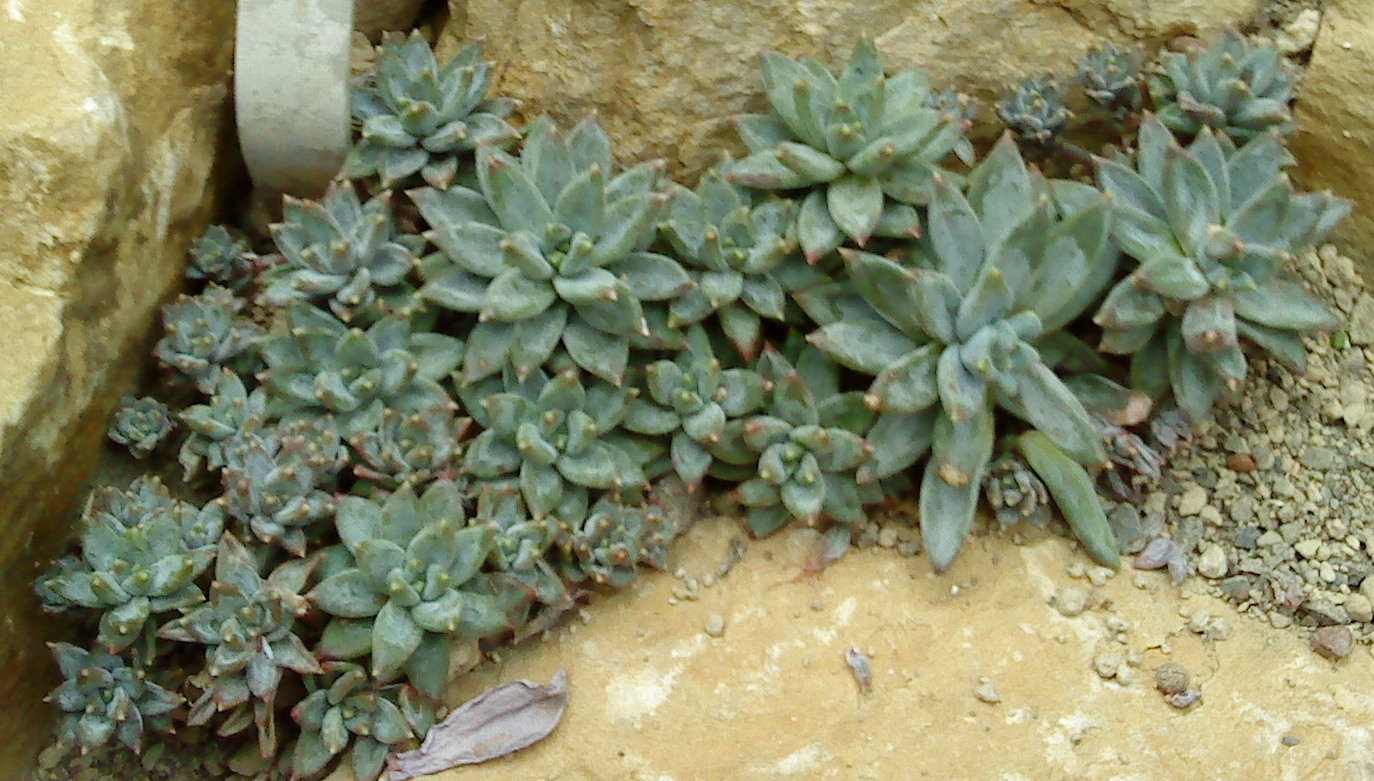